# Rio do Peixe (afluente do rio Paraná)
O Rio do Peixe é um rio brasileiro do estado de São Paulo. Sua nascente fica no município de Garça, na localização latitude: 22º12'41" sul e longitude: 49º39'52" oeste. Corre em direção ao oeste do estado e desemboca no Rio Paraná entre os municípios de Presidente Epitácio e Panorama, na localização latitude: 21º33'11" sul e longitude: 51º57'47" oeste. Em linha reta tem cerca de 248 quilômetros.